# 朱晉傑
朱晉傑（英語：CK Chu Chun Kit，1992年9月3日—），曾為香港電視台ViuTV旗下藝人，擔任主持及演員工作。2017年為雅虎 Yahoo!TV 擔任節目製作人。

## 簡歷
朱晉傑Curtin University 科廷大學畢業，2017年任雅虎香港嘅Yahoo!TV做節目製作人；同年轉投ViuTV，主要工作主持娛樂新聞節目。
2022年4月MakerVille成立，惟朱晉傑卻沒有參與該經理人藝員行列，但間中亦會替該公司製作的節目作旁白工作。

## 演出

### 節目主持（ViuTV）
- 2017-2018年：《Interviu》
- 2017-2018年：《十五分鐘熱度》、《十五分鐘熱度Plus》
- 2018年：《大星講》[1]
- 2020年：《今日疫情》
- 2020年：《埋嚟睇 埋嚟玩》[2][3]
- 2020年：《今晚趁熱食》、《大發夢家》、《就係唔科學》
- 2021年：《家務戰場》

### 節目演出（ViuTV）
- 2018年：《Good Night Show 全民星戰》參賽者
- 2020年：《鼠年行運要點相》第二集嘉賓
- 2021年：《調查男女》旁白
- 2021年：《最後一屆口罩小姐選舉》旁白
- 2021年：《ViuTV 5周年：繼續向前》演出
- 2021年：《海陸勁技場》演出
- 2021年：《蟲前有10個女仔》旁白

### 電視劇（ViuTV）
- 2019年：《娛樂風雲》 飾 CK（《娛樂一週》記者）